# Tanguá
Tanguá là một đô thị thuộc bang Rio de Janeiro, Brasil. Đô thị này có diện tích 146,623 km², dân số năm 2007 là 30097 người, mật độ 205,3 người/km².